# Howie Hawkins
Howard Gresham Hawkins III (San Francisco, California, 8 de diciembre de 1952) es un sindicalista y activista estadounidense de Nueva York. Como cofundador del Partido Verde de los Estados Unidos, Hawkins fue el candidato de su partido para las Presidenciales del 2020. Sus principales idealismos de campaña incluyeron la promulgación de un New Deal verde eco-socialista, que propuso por primera vez en 2010, y la construcción de un proyecto viable, movimiento político y social independiente de la clase trabajadora en oposición a los partidos demócrata y republicano y al capitalismo en general.
Hawkins ha desempeñado papeles principales en los movimientos contra la guerra, antinucleares y pro-trabajadores desde la década de 1960. Hawkins es un trabajador retirado de la construcción y transportista; desde 2001 hasta su retiro en 2017, Hawkins trabajó en el turno de noche descargando camiones para UPS.
Hawkins se postuló para el cargo en varias ocasiones; fue candidato del Partido Verde de Nueva York para el Senado de los EE. UU. en 2006. En 2010, Hawkins se presentó como candidato del Partido Verde para gobernador de Nueva York, lo que restauró el estado de la boleta electoral para el partido cuando recibió más de los 50,000 votos necesarios. En 2014, Hawkins volvió a postularse para el mismo cargo y recibió el cinco por ciento de los votos. Hawkins se postuló por tercera vez para gobernador de Nueva York en 2018, y fue candidato a alcalde de Siracusa en 2017.

## Primeros años y carrera
Howard Gresham Hawkins III nació en San Francisco, y se crio en las cercanías de San Mateo. Su padre era un abogado que era estudiante deportista de fútbol y lucha libre en la Universidad de Chicago y sirvió en la unidad de contrainteligencia para el Proyecto Manhattan del Ejército de EE. UU. durante la Segunda Guerra Mundial. Se volvió políticamente activo a la edad de 12 años, cuando vio cómo se le negó el reconocimiento multirracial del Partido Democrático por la Libertad de Misisipi en la Convención Democrática de 1964. Según Hawkins, fue reclutado en junio de 1972, a la edad de 19 años, y se alistó en el Cuerpo de Marines de los Estados Unidos, a pesar de su anterior activismo contra la guerra. Sin embargo, afirma que nunca se le ordenó entrar en servicio activo.

### Partido verde
En la década de 1980 Hawkins se unió al movimiento verde. En 1988, él y Murray Bookchin fundaron Left Green Network "como una alternativa radical a los liberales verdes de Estados Unidos", basada en los principios de la ecología social y el municipalismo libertario. A principios de la década de 1990, se celebró una conferencia de prensa en Washington D. C., que contó con Charles Betz, Joni Whitmore, Hilda Mason y Howie Hawkins para anunciar la formación del Partido Verde / Verde de EE. UU. Más tarde, en diciembre de 1999, Mike Feinstein y Hawkins escribieron el Plan para un Partido Verde Nacional Único, que era el plan para organizar el ASGP y GPUSA en un solo Partido Verde. Un candidato perenne, Hawkins corrió en múltiples carreras del Senado y la Cámara de Nueva York. En 2010 superó el requisito de 50,000 votos para permanecer en la boleta electoral en las elecciones para gobernador y cuatro años más tarde recibió lo suficiente para mover la línea del Partido Verde a la Fila D, ya que había tomado un tercio más que el Partido de las Familias Trabajadoras y el doble. como el partido de la independencia. Sin embargo, en 2018 perdió 80,000 votos, pero conservó el acceso a la boleta y solo bajó una fila hasta la Fila E.
En 2012 se abordó a Hawkins por la posibilidad de postularse para la nominación del Partido Verde, pero lo rechazó debido a que sus compromisos laborales en UPS lo obligaron a hacer campaña para cargos en Nueva York como máximo e interferiría con una campaña nacional. Después de la jubilación de Hawkins, se le acercó nuevamente para que lo ejecutara un movimiento de reclutamiento con una carta pública dirigida a él que fue firmada por los ex nominados a la vicepresidencia verde Cheri Honkala y Ajamu Baraka, el excandidato a la alcaldía verde y el compañero de fórmula de Ralph Nader en 2008 Matt Gonzalez, y otros miembros prominentes del Partido Verde.
Hawkins fue incluido accidentalmente en las boletas en Minnesota como el candidato del Partido Verde para Vicepresidente, junto con Jill Stein para Presidente en las elecciones generales de 2016. Aunque Ajamu Baraka era el compañero de fórmula de Stein en el boleto nacional del partido, Hawkins fue colocado inadvertidamente en la boleta electoral de Minnesota debido a que el partido lo usó como suplente antes de que se eligiera al candidato a la vicepresidencia. Con Hawkins en la lista, el boleto del Partido Verde para el Presidente de los Estados Unidos en Minnesota recibió casi 37,000 votos en todo el estado, un aumento del 0.82% del resultado anterior del partido en 2012.

### Posiciones políticas
En 1993, Hawkins es promotor de los vínculos cooperativos y comunitarios, y el municipalismo libertario, como "la mejor manera de integrar el control de los trabajadores y el control de la comunidad en un proceso de cambio social que finalmente se traduce en una comunidad cooperativa con un  Estado fuerte" . Hawkins también es miembro de los Trabajadores Industriales del Mundo.
Hawkins no está de acuerdo con el enfoque "partido dentro del partido" del Partido Demócrata defendido por organizaciones como los Socialistas Democráticos de América o por individuos como Bernie Sanders. En cambio, cree que los socialistas deberían crear un partido de izquierda independiente.
Hawkins se convirtió en el primer político en incluir el New Deal verde en su plataforma electoral cuando se postuló para gobernador de Nueva York en 2014. Hawkins apoya la versión del Green Deal del Green Party que serviría como un plan de transición a un cien por cien limpio, energía renovable para 2030 utilizando un impuesto al carbono, garantía de empleo, universidad gratuita, atención médica de un solo pagador y un enfoque en el uso de programas públicos.

## Política de Nueva York
Hawkins era el candidato del Partido Verde de Nueva York para el Senado de los Estados Unidos en el estado de Nueva York. Hawkins recibió 55.469 votos en las elecciones de noviembre de 2006 (durante las cuales Hillary Clinton fue reelegida), para el 1,2% del total de votos emitidos.
En 2008, Hawkins se postuló para la Cámara de Representantes de los Estados Unidos en el distrito 25 del Congreso de Nueva York en la línea Populista Verde. Hawkins obtuvo 9.483 votos, perdiendo ante el demócrata Dan Maffei.

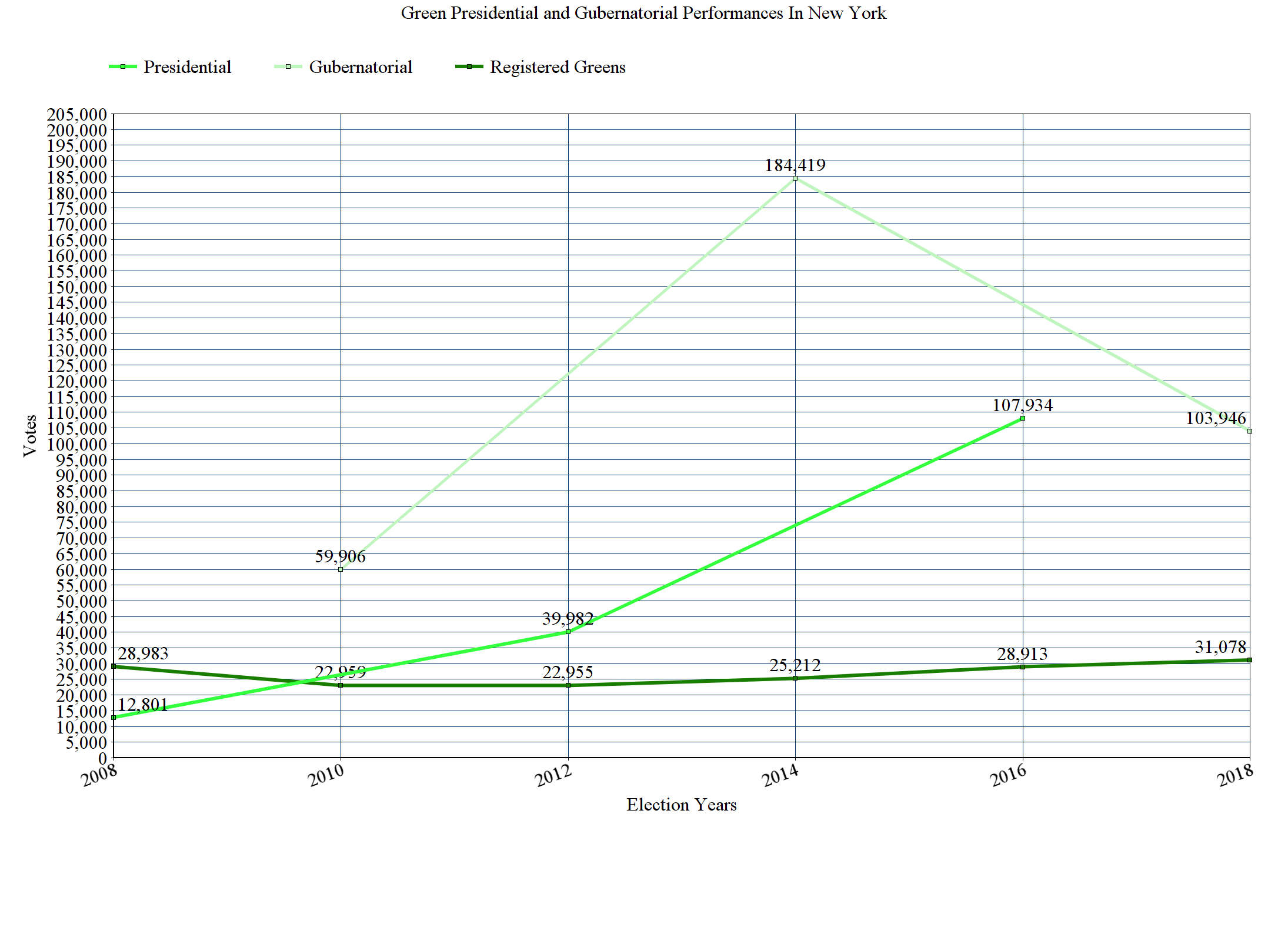
Hawkins' Gubernatorial Rendimiento

En mayo de 2010, Hawkins fue nominado para postularse para gobernador de Nueva York como candidato del Partido Verde. Su campaña también fue apoyada por el Partido Socialista de Nueva York.

Hawkins criticó a su oponente demócrata, Andrew Cuomo, y lo retó a participar en foros públicos con los otros candidatos a gobernador. En una entrevista en el New York Daily News, Hawkins expresó su preocupación con algunas de las posiciones de Cuomo:
... él [Cuomo] quiere resolver la crisis del presupuesto estatal recortando gastos como los de los trabajadores estatales y las escuelas. Ignora que la causa principal del problema no es el gasto, sino los enormes recortes de impuestos para los ricos que comenzaron cuando estaba ayudando a su padre como gobernador. En lugar de limitar los gastos, necesitamos que los ricos y Wall Street paguen su parte justa.
El 2 de noviembre de 2010, Hawkins recibió casi 60,000 votos (1.3%), lo que permitió que el Partido Verde de Nueva York figurara en la boleta electoral durante los próximos cuatro años.
En diciembre de 2010, Hawkins fue nombrado copresidente del recientemente reconocido Partido Verde de Nueva York.
Hawkins Anunció su candidatura para 4.º Distrito Común Councilor en Syracuse en septiembre de 2011, corriendo como candidato de Partido Verde. Su adversario era un demócrata llamado Khalid Bey. Hawkins Recibió aprobaciones del Syracuse Estándar de Correo, el Partido Verde de Onondaga Condado, UNE AQUÍ Local 150, y el más Grande Syracuse Consejo de Trabajo. Hawkins Previsto de patrocinar resoluciones para reformas de código de impuesto estatales para requerir más del estado  más rico, y para compartir más ingresos con ciudades. Él también apoyado el establecimiento de un banco de desarrollo municipal para proporcionar financiando para negocios cooperativos locales y un 0.4% "commuter impuesto" en los ingresos de suburbanites trabajando en la ciudad. Hawkins Perdió la elección a Bey.
El 20 de mayo de 2013, Hawkins anunció que volvería a postularse para Consejero Común del 4.º Distrito en Syracuse. Su oponente era el demócrata titular Khalid Bey. El 16 de octubre de 2013, Hawkins publicó un documento de posición fiscal con el candidato a la alcaldía Kevin Bott centrado en un nuevo impuesto sobre la renta local a escala y el papel del estado en la crisis fiscal en Syracuse. Bott y Hawkins señalan que el reparto de ingresos de Nueva York con sus ciudades más grandes ha disminuido de la adolescencia a solo un uno por ciento desde la década de 1970. Hawkins perdió las elecciones ante el demócrata Bey por una votación de 1,471 a 995.
El 9 de abril de 2014, Hawkins anunció su segunda candidatura para gobernador de Nueva York en la sala de prensa de LCA en Albany, Nueva York. Sus posiciones de campaña incluyeron una plataforma "Green New Deal", un sistema de "dinero limpio" para el financiamiento público de las elecciones, poniendo fin al papel de Nueva York en los estándares nacionales básicos comunes y un aumento del salario mínimo a $ 15 por hora desde los $ 8 actuales en ese momento. Una hora en Nueva York. El compañero de fórmula de Hawkins para el Vicegobernador fue el educador y activista sindical de la ciudad de Nueva York, Brian Jones. Hawkins y el Partido Verde recibieron 184.419 votos (4,8% de los votos), lo que llevó al Partido Verde a la cuarta línea en las boletas electorales estatales durante los próximos cuatro años (superando a las familias trabajadoras y los partidos de la Independencia).
En 2015, Hawkins se postuló para Syracuse City Auditor contra el titular Marty Masterpole. Hawkins señaló que Masterpole había presentado solo dos auditorías financieras, y lo criticó por auditar pistas de patinaje y campos de golf de la ciudad, mientras que la ciudad sufría de alta pobreza, infraestructura defectuosa y escuelas en dificultades. El exconcejal de la ciudad del Distrito 2, Pat Hogan, le sugirió a Hawkins que debería postularse para auditor, y declaró: "No me estoy volviendo verde ... Estoy más preocupado por la ciudad que por la fiesta. Se supone que el auditor es un perro guardián en el presupuestos de la ciudad y Marty no está vigilando. Hay una escasez de independencia en el gobierno de la ciudad ". Hawkins perdió las elecciones, ganando el 35 por ciento de los votos.
En 2017, Hawkins se postuló para alcalde de Siracusa como candidato del Partido Verde para reemplazar al alcalde saliente Stephanie Miner. Uno de los puntos centrales de su campaña fue restaurar el canal Erie a través del centro de Syracuse para ayudar a revitalizar el vecindario, con la creencia de que "las ciudades que capitalizan sus vías fluviales tienden a tener zonas bajas más vibrantes". Hawkins ganó el 4,1% de los votos (sin incluir inscripciones) y perdió ante el independiente Ben Walsh (54,4%, sin incluir inscripciones), el primer independiente en la historia de la ciudad.
El 12 de abril de 2018, Hawkins anunció su tercera carrera para gobernador de Nueva York en la línea del Partido Verde. Hawkins y su compañero de fórmula Jia Lee recibieron 95,716 votos (1.7%).

## Campaña presidencial de 2020
La campaña presidencial 2020 de Howie Hawkins se lanzó informalmente el 3 de abril de 2019 cuando Hawkins anunció la formación de un comité exploratorio. Anunció formalmente su campaña el 28 de mayo de 2019 para buscar la nominación del Partido Verde para la presidencia de los Estados Unidos en las elecciones presidenciales de 2020 y más tarde para el Partido Socialista de EE. UU.
El 26 de octubre de 2019, Hawkins ganó la nominación del Partido Socialista de EE. UU. En su esfuerzo por unir a los partidos de izquierda más pequeños. En noviembre, Hawkins ganó la nominación de Solidaridad.

#### Antecedentes
En la década de 1980 Hawkins se unió al movimiento verde y a principios de la década de 1990 se celebró una conferencia de prensa en Washington D. C., que contó con Charles Betz, Joni Whitmore, Hilda Mason y Howie Hawkins para anunciar la formación del Partido Verde / Verde de EE. UU. Más tarde, en diciembre de 1999, Mike Feinstein y Hawkins escribieron el Plan para un Partido Verde Nacional Único, que era el plan para organizar el ASGP y GPUSA en un solo Partido Verde. Durante la próxima década correría en múltiples carreras del Senado y la Cámara de Nueva York. En 2010 superó el requisito de 50,000 votos para permanecer en la boleta electoral en las elecciones para gobernador y cuatro años más tarde recibió lo suficiente para mover la línea del Partido Verde a la Fila D, ya que había tomado un tercio más que el Partido de las Familias Trabajadoras y el doble. como el partido de la independencia. Sin embargo, en 2018 perdió 80,000 votos, pero conservó el acceso a las boletas electorales y solo bajó una fila hasta la Fila E. En 2012 se abordó a Hawkins sobre la posibilidad de postularse para la nominación del Partido Verde, pero lo rechazó debido a sus compromisos laborales en el forzamiento de UPS él para hacer campaña para oficinas en Nueva York como máximo e interferiría con una campaña nacional.
Sin embargo, después de la jubilación de Hawkins, se le acercó nuevamente para que lo ejecutara un movimiento de reclutamiento con una carta pública dirigida a él que fue firmada por los ex nominados vicepresidenciales verdes Cheri Honkala y Ajamu Baraka, excandidato a la alcaldía verde y compañero de fórmula de Nader en 2008 Matt Gonzalez, y otros miembros prominentes del Partido Verde.

#### Campaña
El 3 de abril de 2019, Hawkins anunció que estaba formando un comité exploratorio para prepararse para una posible candidatura a la nominación presidencial del Partido Verde 2020 y luego Hawkins lanzó formalmente su campaña el 28 de mayo de 2019 en Brooklyn, Nueva York.
El 23 de agosto de 2019, la campaña de Hawkins anunció que habían cumplido con los fondos federales correspondientes para California y Nueva York. La campaña debe recibir $ 5,000 de los residentes, con no más de $ 250 contados por cada contribución, en al menos 20 estados para calificar para los fondos. Solo su campaña y la de Steve Bullock solicitaron fondos equivalentes para la temporada primaria.

## Historia electoral
Se desconocen datos para elecciones locales con anterioridad a 2009.
| Elección a la Cámara de Representantes de EE. UU. de 2000 (NY-25) | Elección a la Cámara de Representantes de EE. UU. de 2000 (NY-25) | Elección a la Cámara de Representantes de EE. UU. de 2000 (NY-25) | Elección a la Cámara de Representantes de EE. UU. de 2000 (NY-25) | Elección a la Cámara de Representantes de EE. UU. de 2000 (NY-25) | Elección a la Cámara de Representantes de EE. UU. de 2000 (NY-25) |
| Partido                                                           | Partido                                                           | Candidato                                                         | Votos                                                             | Porcentaje                                                        |                                                                   |
| ----------------------------------------------------------------- | ----------------------------------------------------------------- | ----------------------------------------------------------------- | ----------------------------------------------------------------- | ----------------------------------------------------------------- | ----------------------------------------------------------------- |
|                                                                   | Republicano                                                       | James T. Walsh                                                    | 132,120                                                           | 59.99%                                                            |                                                                   |
|                                                                   | Independencia                                                     | James T. Walsh                                                    | 10,512                                                            | 4.77%                                                             |                                                                   |
|                                                                   | Conservador                                                       | James T. Walsh                                                    | 9,248                                                             | 4.20%                                                             |                                                                   |
|                                                                   | Total                                                             | James T. Walsh (inc.)                                             | 151,880                                                           | 68.96%                                                            |                                                                   |
|                                                                   | Demócrata                                                         | Francis Gavin                                                     | 64,533                                                            | 29.30%                                                            |                                                                   |
|                                                                   | Verde                                                             | Howie Hawkins                                                     | 3,830                                                             | 1.74%                                                             |                                                                   |
| Mayoría                                                           | Mayoría                                                           | Mayoría                                                           | 87,347                                                            | 39.66%                                                            |                                                                   |
| Totales                                                           | Totales                                                           | Totales                                                           | 220,243                                                           | 100.00%                                                           |                                                                   |
|                                                                   | Control republicano                                               |                                                                   |                                                                   |                                                                   |                                                                   |

| Elección a la Cámara de Representantes de EE. UU. de 2004 (NY-25) | Elección a la Cámara de Representantes de EE. UU. de 2004 (NY-25) | Elección a la Cámara de Representantes de EE. UU. de 2004 (NY-25) | Elección a la Cámara de Representantes de EE. UU. de 2004 (NY-25) | Elección a la Cámara de Representantes de EE. UU. de 2004 (NY-25) | Elección a la Cámara de Representantes de EE. UU. de 2004 (NY-25) |
| Partido                                                           | Partido                                                           | Candidato                                                         | Votos                                                             | Porcentaje                                                        |                                                                   |
| ----------------------------------------------------------------- | ----------------------------------------------------------------- | ----------------------------------------------------------------- | ----------------------------------------------------------------- | ----------------------------------------------------------------- | ----------------------------------------------------------------- |
|                                                                   | Republicano                                                       | James T. Walsh                                                    | 155,163                                                           | 74.18%                                                            |                                                                   |
|                                                                   | Independencia                                                     | James T. Walsh                                                    | 20,184                                                            | 9.65%                                                             |                                                                   |
|                                                                   | Conservador                                                       | James T. Walsh                                                    | 13,716                                                            | 6.56%                                                             |                                                                   |
|                                                                   | Total                                                             | James T. Walsh (inc.)                                             | 189,063                                                           | 90.39%                                                            |                                                                   |
|                                                                   | Paz y Justicia                                                    | Howie Hawkins                                                     | 20,106                                                            | 9.61%                                                             |                                                                   |
| Mayoría                                                           | Mayoría                                                           | Mayoría                                                           | 168,957                                                           | 80.78%                                                            |                                                                   |
| Totales                                                           | Totales                                                           | Totales                                                           | 209,169                                                           | 100.00%                                                           |                                                                   |
|                                                                   | Control republicano                                               |                                                                   |                                                                   |                                                                   |                                                                   |

| Elección al Senado de Estados Unidos de 2006, Nueva York | Elección al Senado de Estados Unidos de 2006, Nueva York | Elección al Senado de Estados Unidos de 2006, Nueva York | Elección al Senado de Estados Unidos de 2006, Nueva York | Elección al Senado de Estados Unidos de 2006, Nueva York | Elección al Senado de Estados Unidos de 2006, Nueva York |
| Partido                                                  | Partido                                                  | Candidato                                                | Votos                                                    | Porcentaje                                               |                                                          |
| -------------------------------------------------------- | -------------------------------------------------------- | -------------------------------------------------------- | -------------------------------------------------------- | -------------------------------------------------------- | -------------------------------------------------------- |
|                                                          | Demócrata                                                | Hillary Clinton                                          | 2,698,931                                                |                                                          |                                                          |
|                                                          | Independencia                                            | Hillary Clinton                                          | 160,705                                                  |                                                          |                                                          |
|                                                          | Familias Trabajadoras                                    | Hillary Clinton                                          | 148,792                                                  |                                                          |                                                          |
|                                                          | Total                                                    | Hillary Clinton (inc.)                                   | 3,008,428                                                | 67.0%                                                    |                                                          |
|                                                          | Republicano                                              | John Spencer                                             | 1,212,902                                                |                                                          |                                                          |
|                                                          | Conservador                                              | John Spencer                                             | 179,287                                                  |                                                          |                                                          |
|                                                          | Total                                                    | John Spencer                                             | 1,392,189                                                | 31.0%                                                    |                                                          |
|                                                          | Verde                                                    | Howie Hawkins                                            | 55,469                                                   | 1.20%                                                    |                                                          |
|                                                          |                                                          | Otros                                                    | 33,967                                                   | 0.8%                                                     |                                                          |
| Mayoría                                                  | Mayoría                                                  | Mayoría                                                  | 1,616,239                                                | 36.0%                                                    |                                                          |
| Totales                                                  | Totales                                                  | Totales                                                  | 4,490,053                                                | 100.00%                                                  |                                                          |
|                                                          | Control Demócrata                                        |                                                          |                                                          |                                                          |                                                          |

| Elección a la Cámara de Representantes de EE. UU. de 2008 (NY-25) | Elección a la Cámara de Representantes de EE. UU. de 2008 (NY-25) | Elección a la Cámara de Representantes de EE. UU. de 2008 (NY-25) | Elección a la Cámara de Representantes de EE. UU. de 2008 (NY-25) | Elección a la Cámara de Representantes de EE. UU. de 2008 (NY-25) | Elección a la Cámara de Representantes de EE. UU. de 2008 (NY-25) |
| Partido                                                           | Partido                                                           | Candidato                                                         | Votos                                                             | Porcentaje                                                        |                                                                   |
| ----------------------------------------------------------------- | ----------------------------------------------------------------- | ----------------------------------------------------------------- | ----------------------------------------------------------------- | ----------------------------------------------------------------- | ----------------------------------------------------------------- |
|                                                                   | Demócrata                                                         | Dan Maffei                                                        | 148,290                                                           | 51.65%                                                            |                                                                   |
|                                                                   | Familias Trabajadoras                                             | Dan Maffei                                                        | 9,085                                                             | 3.16%                                                             |                                                                   |
|                                                                   | Total                                                             | Dan Maffei                                                        | 157,375                                                           | 54.82%                                                            |                                                                   |
|                                                                   | Republicano                                                       | Dale Sweetland                                                    | 106,653                                                           | 37.15%                                                            |                                                                   |
|                                                                   | Conservador                                                       | Dale Sweetland                                                    | 13,564                                                            | 4.72%                                                             |                                                                   |
|                                                                   | Total                                                             | Dale Sweetland                                                    | 120,217                                                           | 41.87                                                             |                                                                   |
|                                                                   | Verde                                                             | Howie Hawkins                                                     | 9,483                                                             | 3.30%                                                             |                                                                   |
|                                                                   |                                                                   | Write-ins                                                         | 24                                                                | 0.01%                                                             |                                                                   |
| Mayoría                                                           | Mayoría                                                           | Mayoría                                                           | 37,158                                                            | 12.95%                                                            |                                                                   |
| Totales                                                           | Totales                                                           | Totales                                                           | 287,099                                                           | 100.00%                                                           |                                                                   |
|                                                                   | Control Demócrata                                                 |                                                                   |                                                                   |                                                                   |                                                                   |

| Elección de auditor de la ciudad de Syracuse de 2015 | Elección de auditor de la ciudad de Syracuse de 2015 | Elección de auditor de la ciudad de Syracuse de 2015 | Elección de auditor de la ciudad de Syracuse de 2015 | Elección de auditor de la ciudad de Syracuse de 2015 | Elección de auditor de la ciudad de Syracuse de 2015 |
| Partido                                              | Partido                                              | Candidato                                            | Votos                                                | Porcentaje                                           |                                                      |
| ---------------------------------------------------- | ---------------------------------------------------- | ---------------------------------------------------- | ---------------------------------------------------- | ---------------------------------------------------- | ---------------------------------------------------- |
|                                                      | Demócrata                                            | Martin Masterpole                                    | 8,887                                                | 58.21%                                               |                                                      |
|                                                      | Familias Trabajadoras                                | Martin Masterpole                                    | 948                                                  | 6.21%                                                |                                                      |
|                                                      | Reforma                                              | Martin Masterpole                                    | 153                                                  | 1.00%                                                |                                                      |
|                                                      | Total                                                | Martin Masterpole (inc.)                             | 9,988                                                | 65.42%                                               |                                                      |
|                                                      | Verde                                                | Howie Hawkins                                        | 5,249                                                | 34.38%                                               |                                                      |
|                                                      |                                                      | Write-ins                                            | 30                                                   | 0.20%                                                |                                                      |
| Mayoría                                              | Mayoría                                              | Mayoría                                              | 4,739                                                | 31.04%                                               |                                                      |
| Totales                                              | Totales                                              | Totales                                              | 15,267                                               | 100.00%                                              |                                                      |
|                                                      | Control Demócrata                                    |                                                      |                                                      |                                                      |                                                      |

| Elección de alcalde de Syracuse de 2017 | Elección de alcalde de Syracuse de 2017 | Elección de alcalde de Syracuse de 2017 | Elección de alcalde de Syracuse de 2017 | Elección de alcalde de Syracuse de 2017 | Elección de alcalde de Syracuse de 2017 |
| Partido                                 | Partido                                 | Candidato                               | Votos                                   | Porcentaje                              |                                         |
| --------------------------------------- | --------------------------------------- | --------------------------------------- | --------------------------------------- | --------------------------------------- | --------------------------------------- |
|                                         | Independencia                           | Benjamin Walsh                          | 12,351                                  | 48.81%                                  |                                         |
|                                         | Reforma / Upstate Jobs                  | Benjamin Walsh                          | 1,233                                   | 4.87%                                   |                                         |
|                                         | Total                                   | Benjamin Walsh                          | 13,584                                  | 53.68%                                  |                                         |
|                                         | Demócrata                               | Juanita Perez Williams                  | 9,701                                   | 38.34%                                  |                                         |
|                                         | Verde                                   | Howie Hawkins                           | 1,017                                   | 4.02%                                   |                                         |
|                                         | Republicano                             | Laura Lavine                            | 673                                     | 2.66%                                   |                                         |
|                                         | Familias Trabajadoras                   | Joe Nicoletti                           | 305                                     | 1.20%                                   |                                         |
|                                         |                                         | Write-ins                               | 25                                      | 0.10%                                   |                                         |
| Mayoría                                 | Mayoría                                 | Mayoría                                 | 3,883                                   | 15.34%                                  |                                         |
| Totales                                 | Totales                                 | Totales                                 | 25,305                                  | 100.00%                                 |                                         |
|                                         | Control de Independencia                |                                         |                                         |                                         |                                         |

## Publicaciones
- Howie, Hawkins (2020). The Case For An Independent Left Party: From The Bottom Up.